# Boryspil
Boryspil (ukrainisch Бориспіль; russisch Борисполь Borispol) ist eine Stadt in der ukrainischen Oblast Kiew mit etwa 63.000 Einwohnern (2020). Sie liegt rund 30 Kilometer südöstlich von Kiew und ist das administrative Zentrum des gleichnamigen Rajons.

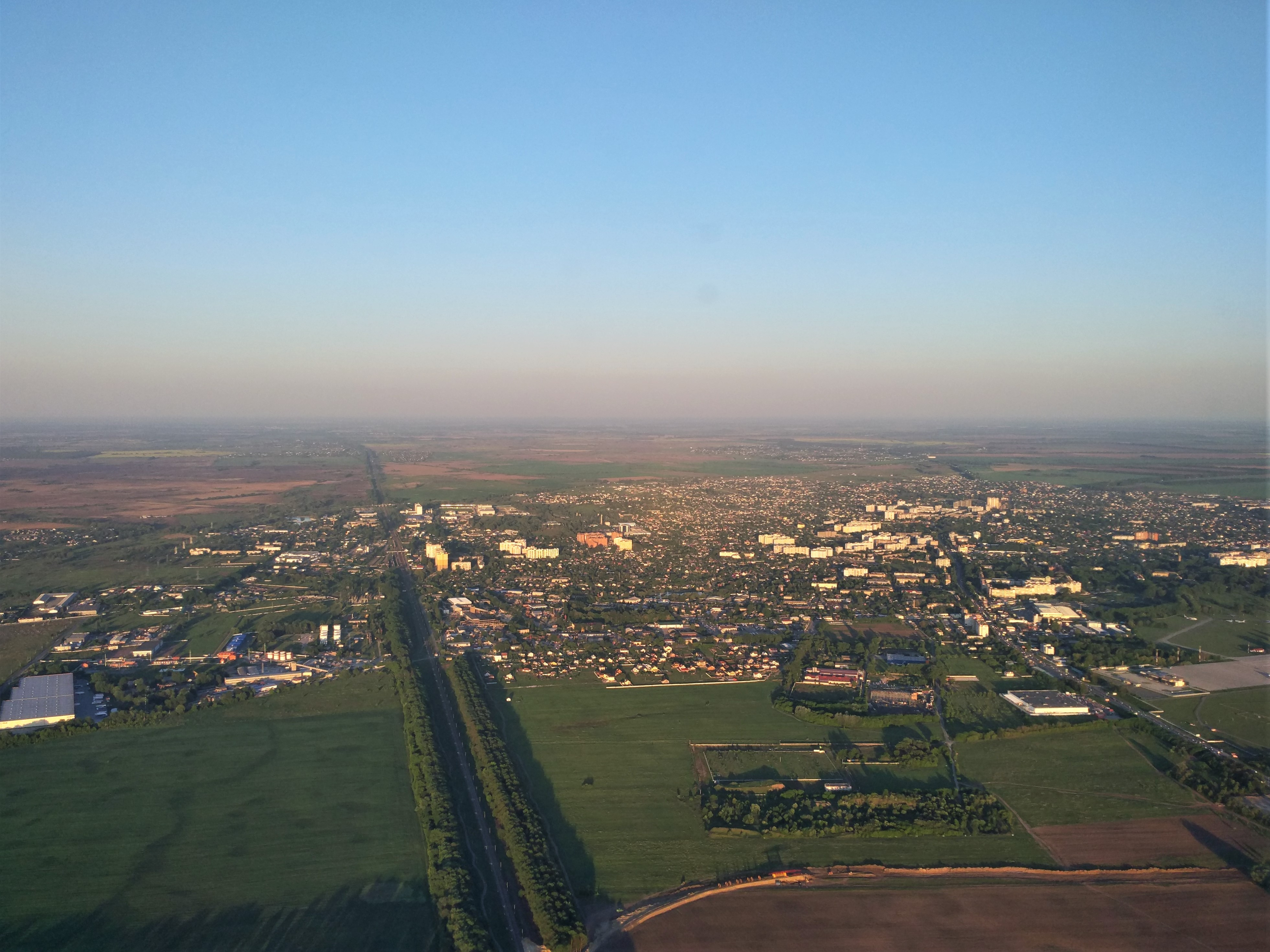
Luftbild von Boryspil

Bei Boryspil befindet sich der internationale Flughafen von Kiew (IATA-Code: KBP); im Norden der Stadt verläuft seit 1901 die Bahnstrecke Kiew–Poltawa. Zur Stadt führen die Fernstraßen M 03 und N 08 sowie die Regionalstraße P–03.

## Geschichte
Eine Siedlung lässt sich auf dem Gebiet der heutigen Stadt bis Mitte des 12. Jahrhunderts zurückverfolgen. Erstmals urkundlich erwähnt wurde Boryspil im 16. Jahrhundert und 1569, als Boryspil Teil Polens wurde, war es bereits eine bedeutende Siedlung. Der polnische König Sigismund III. machte die Ortschaft 1596 zu einem königlichen Anwesen. Die Stadtrechte wurden Boryspil 1956 verliehen. Der Name ist griechischen Ursprungs; er setzt sich zusammen aus Borysthenes, dem antiken griechischen Namen des Flusses Dnepr, und -polis für Stadt in zunächst russifizierter (-pol), dann ukrainisierter Form.
Im Jahr 2023 beschloss die norddeutsche Stadt Flensburg eine Solidaritätspartnerschaft mit der ukrainischen Stadt Boryspil, die zunächst auf zwei Jahre begrenzt ist, aber bei der im Anschluss eine Verstetigung ermöglicht werden soll.

## Verwaltungsgliederung
Am 12. Juni 2020 wurde die Stadt zum Zentrum der neugegründeten Stadtgemeinde Boryspil (Бориспільська міська громада/Boryspilska miska hromada). Zu dieser zählen auch die 18 in der untenstehenden Tabelle aufgelisteten Dörfer, bis dahin bildete sie die gleichnamige Stadtratsgemeinde Boryspil (Бориспільська міська рада/Boryspilska miska rada) unter Oblastverwaltung stehend im Norden des ihn umgebenden Rajons Boryspil.
Am 17. Juli 2020 kam es im Zuge einer großen Rajonsreform zum Anschluss des Rajonsgebietes an den Rajon Boryspil.
Folgende Orte sind neben dem Hauptort Boryspil Teil der Gemeinde:
| Name                     | Name           | Name                               |
| ukrainisch transkribiert | ukrainisch     | russisch                           |
| ------------------------ | -------------- | ---------------------------------- |
| Andrijiwka               | Андріївка      | Андреевка (Andrejewka)             |
| Artemiwka                | Артемівка      | Артёмовка (Artjomowka)             |
| Hlyboke                  | Глибоке        | Глубокое (Glubokoje)               |
| Horobijiwka              | Горобіївка     | Горобиевка (Gorobijewka)           |
| Horodyschtsche           | Городище       | Городище (Gorodischtsche)          |
| Hryhoriwka               | Григорівка     | Григоровка (Grigorowka)            |
| Iwankiw                  | Іванків        | Иванков (Iwankow)                  |
| Kutschakiw               | Кучаків        | Кучаков (Kutschakow)               |
| Kyryjiwschyna            | Кириївщина     | Кириевщина (Kirijewschina)         |
| Lebedyn                  | Лебедин        | Лебедин (Lebedin)                  |
| Ljubarzi                 | Любарці        | Любарцы (Ljubarzy)                 |
| Mala Staryzja            | Мала Стариця   | Малая Старица (Malaja Stariza)     |
| Perehudy                 | Перегуди       | Перегуды (Peregudy)                |
| Rohosiw                  | Рогозів        | Рогозов (Rogosow)                  |
| Senkiwka                 | Сеньківка      | Сеньковка (Senkowka)               |
| Sulymiwka                | Сулимівка      | Сулимовка (Sulimowka)              |
| Tarassiwka               | Тарасівка      | Тарасовка (Tarassowka)             |
| Welyka Staryzja          | Велика Стариця | Великая Старица (Welikaja Stariza) |

## Einwohnerentwicklung
| Jahr      | 1939   | 1959   | 1970   | 1979   | 1989   | 2001   | 2010   | 2020   |
| --------- | ------ | ------ | ------ | ------ | ------ | ------ | ------ | ------ |
| Einwohner | 13.276 | 17.180 | 32.365 | 39.983 | 50.508 | 53.975 | 57.563 | 63.169 |

 Quelle:

## Religion
In der Stadt betreiben verschiedene Glaubensgemeinschaften Gotteshäuser, darunter die Ukrainisch-Orthodoxe Kirche Moskauer Patriarchats mit der Fürbitt-Kathedrale, der Kirche St. Elias und weiteren Sakralbauten, die zur Eparchie Boryspil gehören, die Orthodoxe Kirche der Ukraine mit der Kirche St. Nikolaus, die Ukrainische griechisch-katholische Kirche mit der Kirche St. Wolodymyr und Olga und die Lateinische Kirche mit der Verklärungskirche. Daneben gibt es weitere christliche und heidnische Vereinigungen wie die Pfingstbewegung, die Allukrainische Union der Baptisten oder die Poljani. Die um das Jahr 1900 noch etwa 1000 Mitglieder zählende jüdische Gemeinde, die zwei Synagogen besaß, nahm im frühen 20. Jahrhundert rapide ab und wurde schließlich durch den Holocaust fast komplett ausgelöscht. Sie besteht nur noch aus wenigen dutzend Personen.

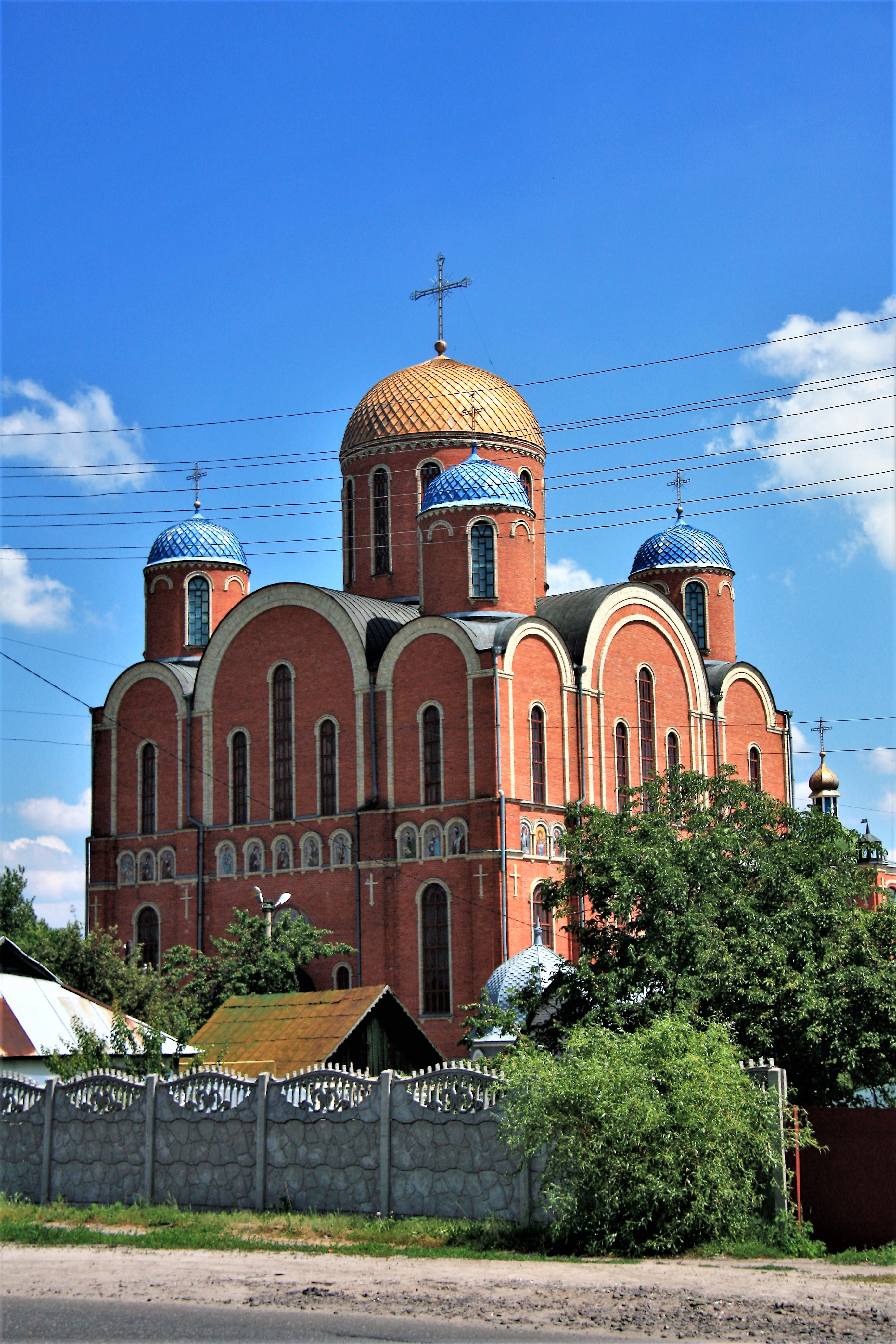
Fürbitt-Kathedrale
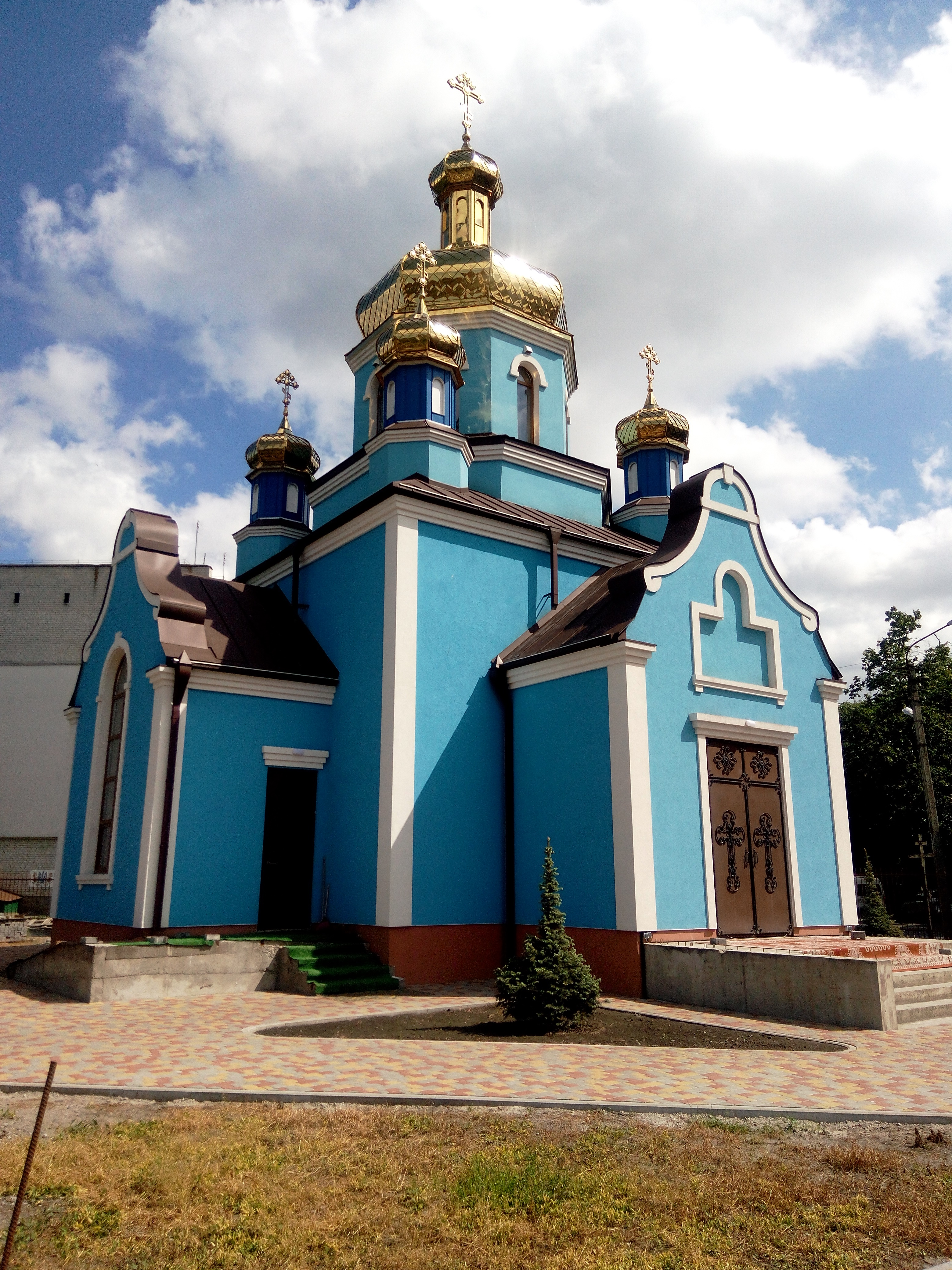
Kirche St. Elias
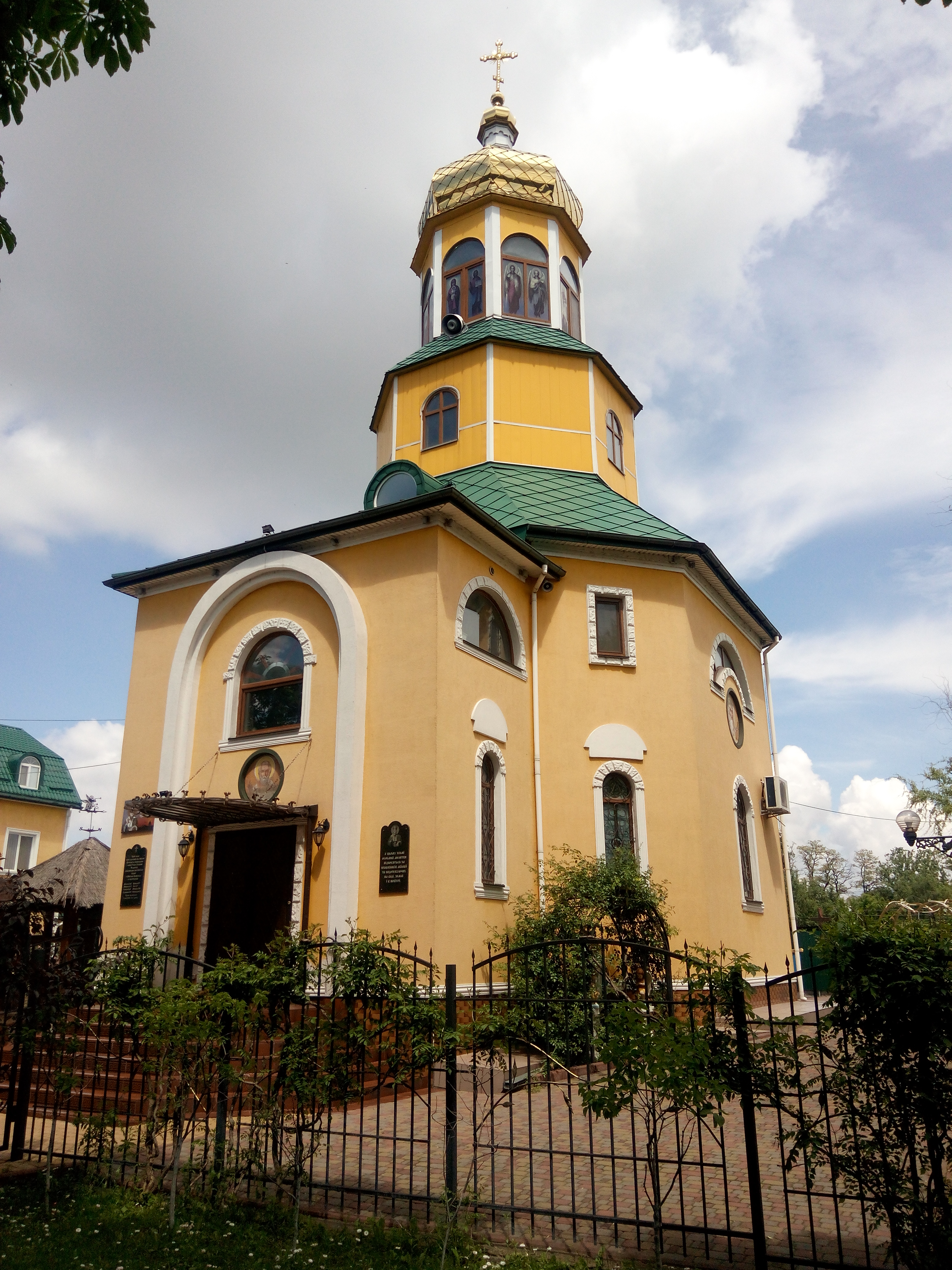
Kirche St. Nikolaus

## Persönlichkeiten
- Pawlo Tschubynskyj (1839–1884), ukrainischer Ethnograph, Folklorist, Historiker, Geograph und Journalist
- Mychajlo Tschubynskyj (1871–1943), ukrainischer Jurist, Kriminologe und Politiker
- Natalija Mirsa-Awakjanz (1888–zwischen 1940 und 1942), ukrainische Historikerin und Lehrerin
- Ochrim Sudomora (1889–1968), ukrainischer Grafiker und Buchillustrator, Vertreter des Jugendstils in der ukrainischen Buchgrafik
- Bohdan Mychajlitschenko (* 1997), ukrainischer Fußballspieler